# Джусто де Менабуои
Джусто де Менабуои (итал. Giusto de' Menabuoi) (ок. 1320—1391) —  живописец итальянского проторенессанса. Известен также под прозвищем Джусто из Падуи (итал. Giusto da Padova). Его творческий стиль сложился под влиянием работ Джотто и его последователей, в частности, Мазо ди Банко.
Наиболее известными работами Джусто де Менабуои являются: 
- «Страшный Суд» (фреска) в церкви Вибольдонского аббатства (итал. Abbazia di Viboldone) близ Милана (ок. 1350)
- Роспись капеллы Св. Августина в церкви Эремитани (итал. Chiesa degli Eremitani) (Падуя, ок. 1370).
- Роспись Базилики Святого Антония (Падуя, ок. 1375).
- Крупномасштабный фресковый ансамбль баптистерия, расположенного рядом с собором Падуи (ок. 1376)

## Галерея: роспись баптистерия в Падуе

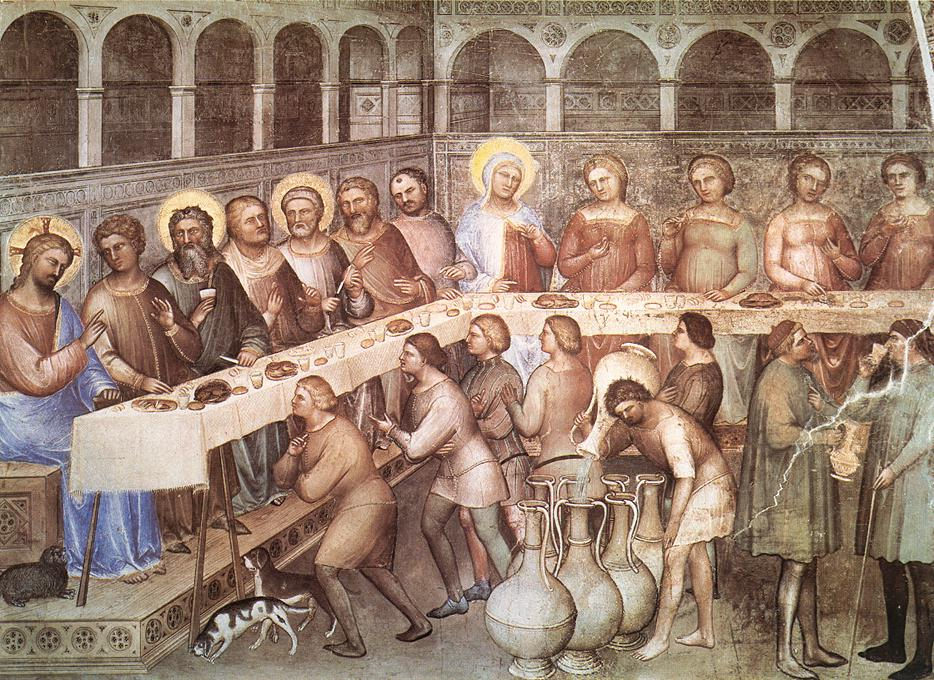
Брак в Кане Галилейской
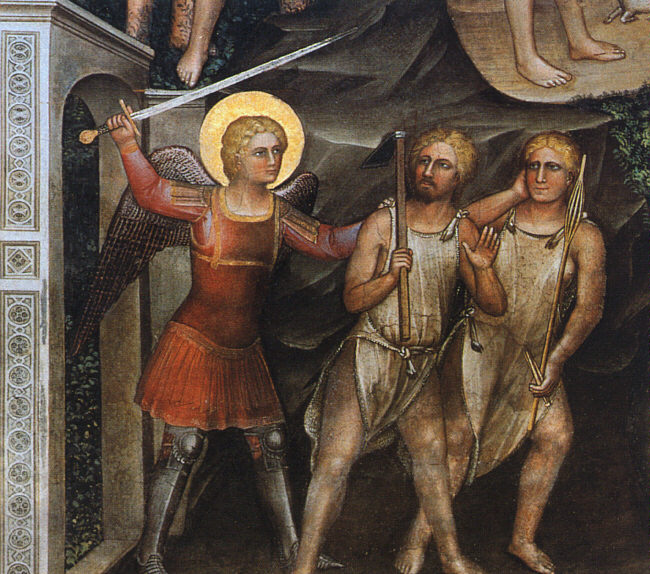
Изгнание Адама и Евы
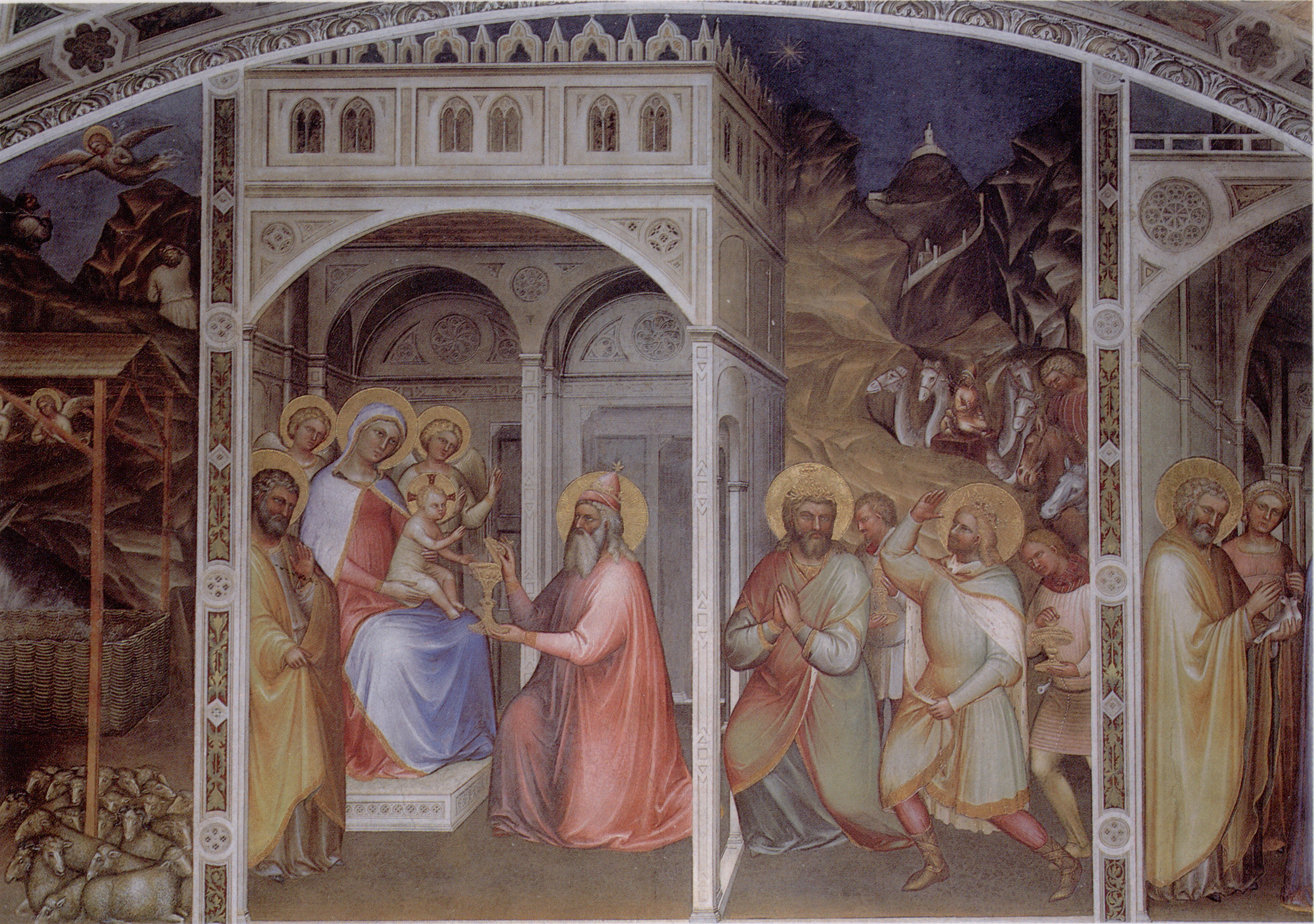
Рождение Христа и пришествие волхвов
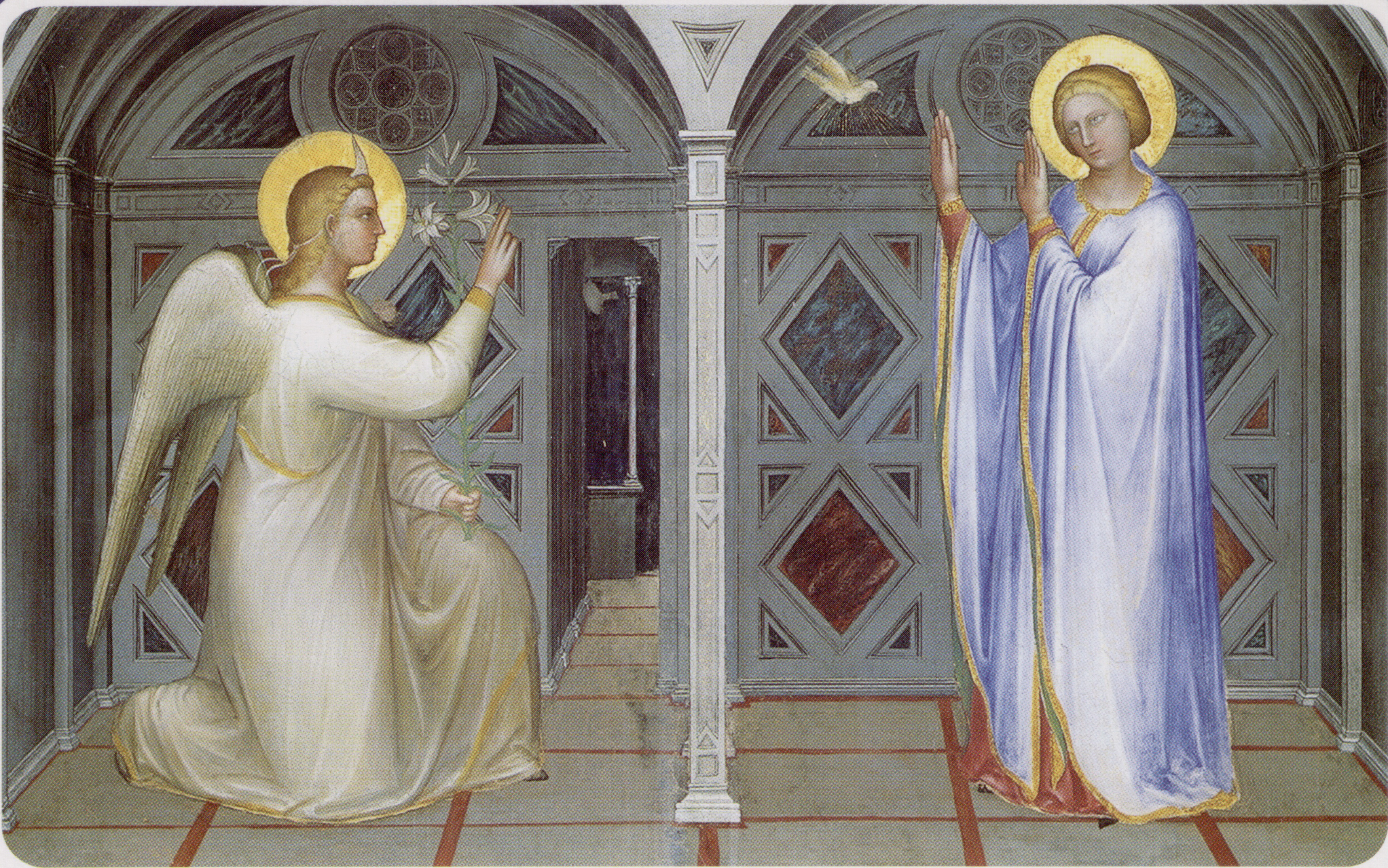
Благовещение
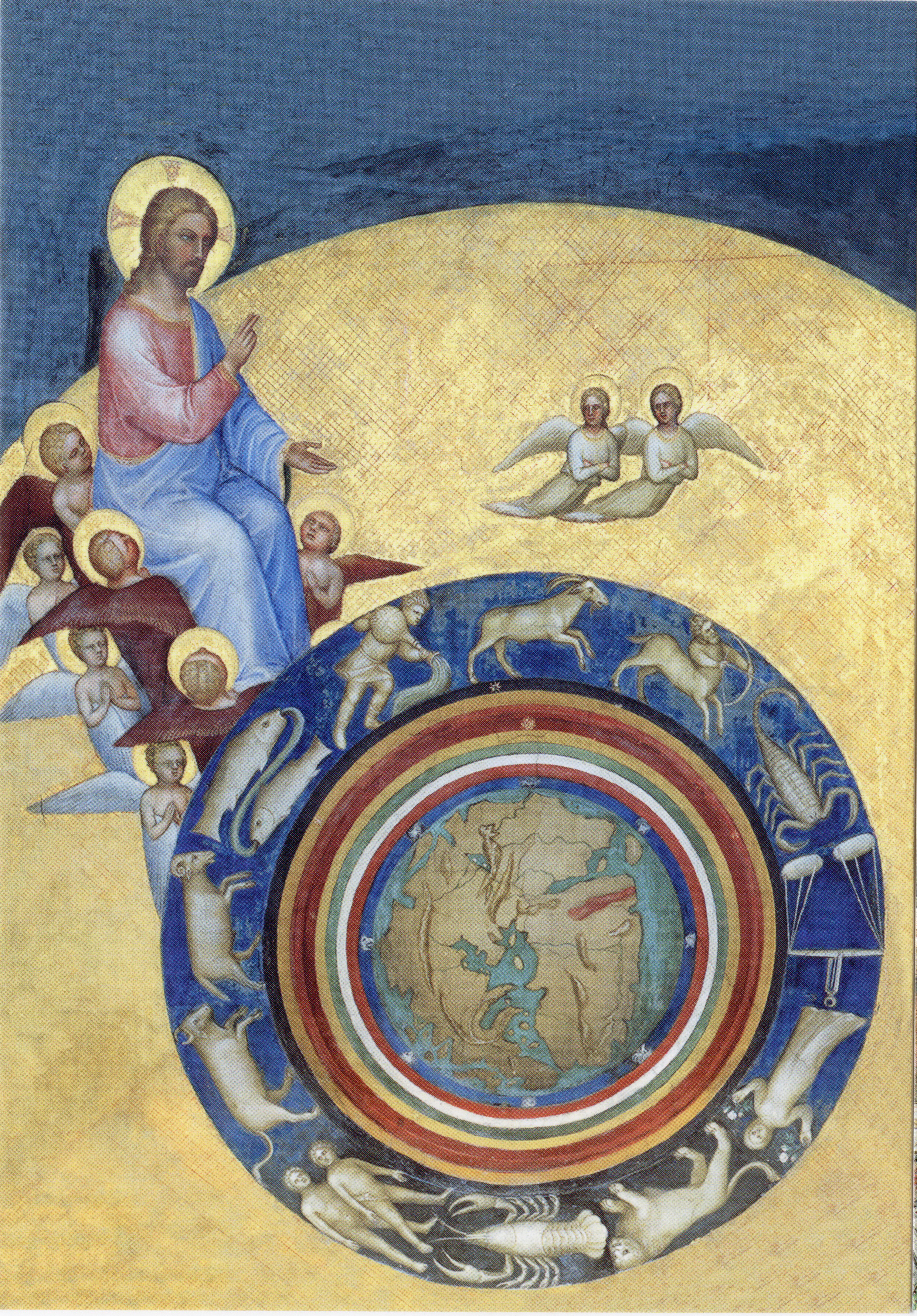
Сотворение мира